# 長岡健一
長岡 健一（ながおか けんいち、1954年3月27日 - ）は、群馬県高崎市生まれの国際山岳ガイド。
ヨーロッパアルプスのモンブラン・マッターホルン・アイガーなどの登山を始め、国内ではバリエーションルートからロック・アイスクライミング、沢登り、バックカントリースキーツアー、などのガイド業務を2001からおこなっている。2012年よりゼネラル・マウンテンガイド・アカデミーを設立してガイド養成講座を開設している。（HPhttp://gmga.jp参照）
THE NORTH FACE Athlete (GOLDWIN INC.)
Personal_weblog:http://kennysjournal.kazelog.jp/kennys_journal/
Personal_facebook:https://www.facebook.com/guidekenny

## 資格・免許
UIAGM国際山岳ガイド連盟所属/国際山岳ガイド、社団法人日本山岳ガイド協会認定/国際山岳ガイド、国立登山研修所/山岳遭難救助研修会 現アドバイザー元主任講師、総務省消防庁主宰/山岳遭難救助研修会元主任講師、4級アマチュア無線技士免許、2級船舶操縦免許、パラグライダーパイロット及びタンデムパイロット、2種公認水泳指導員資格、B級ラクビ―審判資格、スキーSIA資格を持つ。（パンフレット参照）（山のリスクと向き合うために/東京新聞-参照）

## 所属山岳会
- アルパイン・ガイドオフィスNAGAOKA（ガイドサービス業/代表）
- ゼネラル・マウンテン・ガイドアカデミーGMGA（ガイド養成セミナー/代表）
- モンテ・アルパインクラブMAC (一般山岳会/代表)
- モンテ・ガイド・ユニオンMGU（日本山岳ガイド組合所属/ガイド組合代表)

## 主な登山歴/抜粋
- 1995年 3月 ： 谷川岳/一ノ倉沢/OverTime　単独登攀
- 1996年12月 ： 劔岳/源次郎尾根Ⅰ峰　平蔵谷下部中谷、上部成城ルート
- 1997年 9月 ： ヒマラヤ/ロブジェイースト　6116m　登頂
- 1997年10月 ： ヒマラヤ/ローツェ　8516m　登頂　(日本人10人目)
- 1998年 7月 ： ヨーロッパアルプス/マッターホルン北壁他登攀
- 1998年9月から3年間集中沢山行200ルート以上（三国川/下津、金掛、丹後右俣、佐梨川/大チョウナ沢、他）
- 1999年 1月 ： 穂高岳/屏風岩/ルンゼ状スラブ〜継続登攀
- 1999年 3月 ： 谷川岳/一ノ倉沢/滝沢第三スラブ　単独登攀
- 1999年 7月 ： ヨーロッパアルプス/グランドジョラス北壁他登攀
- 1999年12月 ： 谷川岳/一ノ倉沢/凹状岩壁～コップ緑ルート
- 2000年 2月 ： 長野県須坂市/米子不動/龍神、龍神右、黒滝、不動戻し、他
- 2000年12月 ： 穂高岳/屏風岩/雲稜〜滝谷
- 2001年 6月 ： 谷川岳/一ノ倉沢/A字ハングルート　単独登攀
- 2001年 7月 ： 谷川岳/一ノ倉沢/ミヤマルート　単独登攀
- 2001年12月 ： 穂高岳継続登攀/屏風岩～前穂東壁～滝谷
- 2007年 2月 ： ヨーロッパアルプス/アイガー北壁

(HP参照)　
https://gmga.jp/

## ガイド歴
アイガー、グランドジョラス（北壁／ノーマル）、マッターホルン、モンブラン山群、エルブルース、リスカム、 Mt.クック、アスパイアリング、オートルートスキーツアー、他ヨーロッパアルプスの山々、日本の谷川、剣、穂高などの各岩場・雪稜・沢登り・スキーツアー、 アイス・ロック・スキー等の基礎講習会なども行う。　

## 著書
- 『山のリスクに向き合うために 登山におけるリスクマネジメントの理論と実践』東京新聞出版局、2015年（村越真との共著）